# Królówka (województwo małopolskie)

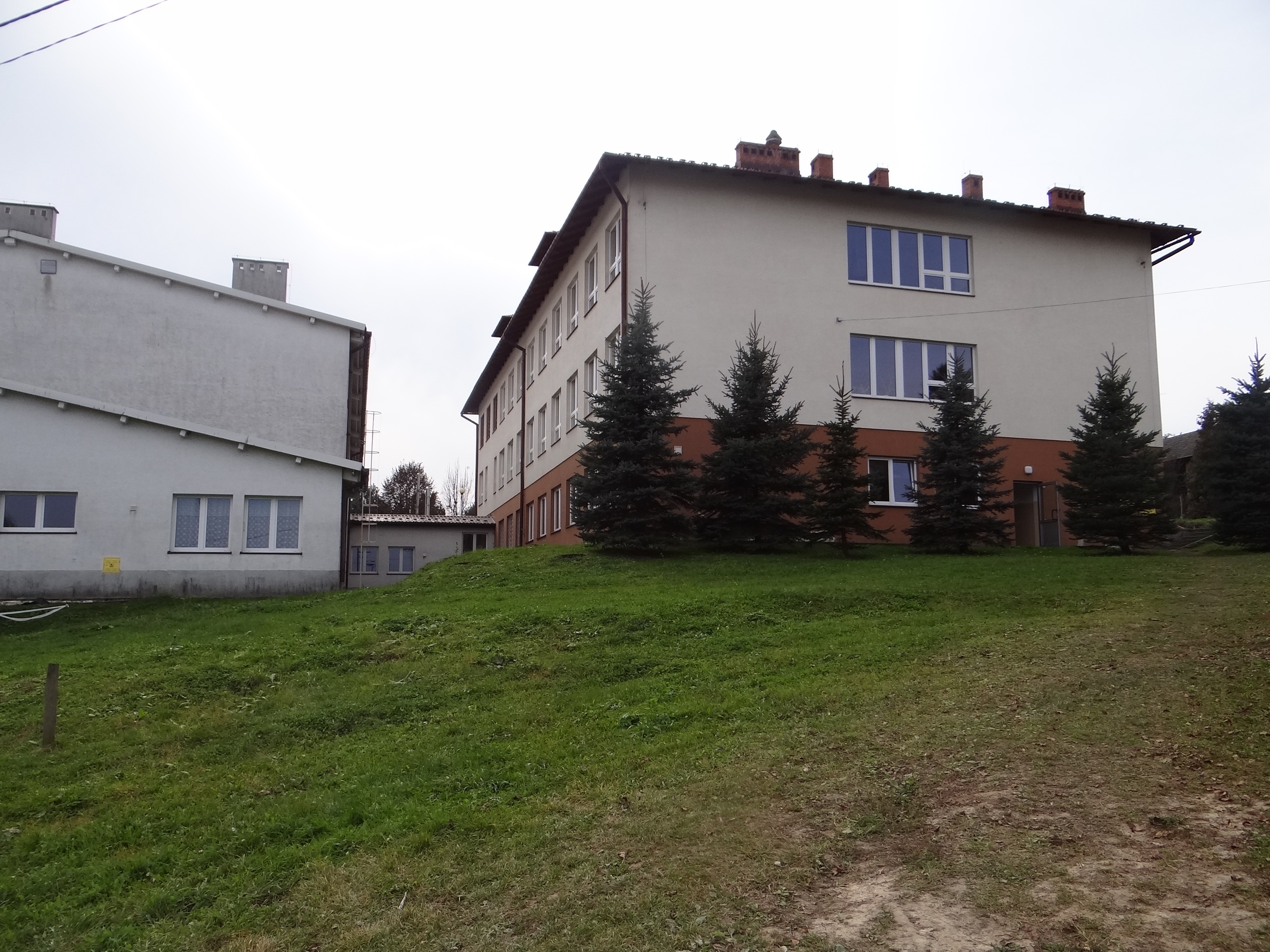
Szkoła w Królówce

Królówka – wieś w Polsce położona w województwie małopolskim, w powiecie bocheńskim, w gminie Nowy Wiśnicz.
Wieś królewska starostwa lipnickiego, Królówka położona była w drugiej połowie XVI wieku w powiecie szczyrzyckim województwa krakowskiego. W latach 1954–1961 wieś należała i była siedzibą władz gromady Królówka, po jej zniesieniu w gromadzie Wiśnicz Nowy. W latach 1975–1998 miejscowość administracyjnie należała do województwa tarnowskiego.
Miejscowość znajduje się w dolinie potoku Polanka i na wznoszących się nad nią wzgórzach Pogórza Wiśnickiego.

## Części wsi
| SIMC    | Nazwa       | Rodzaj    |
| ------- | ----------- | --------- |
| 0824698 | Na Dole     | część wsi |
| 0824706 | Nowa Wieś   | część wsi |
| 0824712 | Nowy Świat  | część wsi |
| 0824729 | Pagórki     | część wsi |
| 0824735 | Pańska Rola | część wsi |
| 0824741 | Podlesie    | część wsi |
| 0824758 | Przyśnica   | część wsi |
| 0824764 | Skotnica    | część wsi |
| 0824770 | Sośliny     | część wsi |
| 0824787 | Uzbornia    | część wsi |
| 0824793 | Zagrody     | część wsi |

## Historia
Miejscowość została po raz pierwszy wzmiankowana w spisie świętopietrza parafii dekanatu Niegowić diecezji krakowskiej z 1326 pod nazwą Villaregis.
W latach 1565–1585 kościół w Królówce pozostawał pod zarządem różnowierców. Było to za czasów probostwa apostaty Tomasza Łąkawy, byłego augustianina, a następnie Krzysztofa Gabońskiego, ucznia Stanisława Farnowskiego, który był reprezentantem miejscowej ariańskiej szlachty zagrodowej.

## Zabytki
Obiekty wpisane do rejestru zabytków nieruchomych województwa małopolskiego.
- Cmentarz wojenny nr 308 z I wojny światowej.

W miejscowości znajduje się odrestaurowany niedawno kościół pw. Przemienienia Pańskiego oraz wiele zabytkowych kapliczek.

## Osoby związane z miejscowością
- Kazimierz Brodziński.